# 스테판 페인
스테판 파트릭 페인(네덜란드어: Stephan Patrick Veen, 1970년 7월 27일~)은 네덜란드의 은퇴한 필드하키 선수로 현역 시절 포지션은 공격수와 미드필더이다. 네덜란드 필드하키 대표팀 선수로 활약하여 1996년 하계 올림픽과 2000년 하계 올림픽에서 금메달을 획득했다. 1998년과 2000년에는 국제 하키 연맹 올해의 선수로 선정되었다.

## 클럽 경력
흐로닝언 출신으로 아버지 시처는 축구 선수로 활동했다. 1988년에 네덜란드 필드하키 리그의 두틴험 HC에 입단하면서 선수 경력을 시작했다. 1988년 10월 23일 암스테르담 HC와의 경기를 통해 리그 첫 경기를 가졌다.
이후 아른험을 연고로 하는 AMHC 업워드를 거쳐 1990년에 HGC 바세나르로 이적했다. 그는 HGC의 일원으로 1990년과 1996년에 네덜란드 챔피언에 올랐다.

## 국가대표팀 경력
1989년 1월 14일 인도 러크나우에서 말레이시아를 5-1로 꺾은 경기를 통해 네덜란드 국가대표 첫 경기를 가졌다. 이듬해인 1990년에 파키스탄의 라호르에서 열린 첫 주요 국제 대회인 1990년 월드컵에 참가했으며 우승을 차지했다.
1992년에는 스페인 바르셀로나에서 열린 1992년 하계 올림픽에 참가하면서 첫 올림픽에 출전했고 대표팀은 4위에 올랐다. 페인은 이 대회에서 7경기 전부 출전했고 파키스탄 대표팀과의 경기에서 2골을 넣었다. 차기 올림픽인 미국 애틀랜타에서 열린 1996년 하계 올림픽에도 네덜란드 대표팀으로 참가했으며 7경기 전부 출전하여 금메달 획득에 기여했다.
1998년 자국 네덜란드의 위트레흐트에서 열린 1998년 월드컵에서 대표팀 주장을 맡았고 우승에 기여했다. 그는 스페인과의 결승전에서 네덜란드 대표팀의 3골 중 첫 번째 골을 기록했다. 이러한 활약으로 이 해에 처음 제정된 국제 하키 연맹 올해의 선수로 선정되었다. 이듬해인 1999년에는 오스트레일리아 브리즈번에서 열린 1999년 챔피언스트로피에서 동메달을 획득했다.
2000년 6월에는 암스텔베인에서 열린 2000년 챔피언스트로피에 참가하여 네덜란드의 우승에 기여했다. 특히 독일 대표팀과의 결승전에서 역전골을 넣은 주인공이기도 했다. 또한 대회에서 총 4골을 넣으며 독일의 올리버 돔케와 스페인의 에두아르드 투바우와 함께 공동 득점왕에 올랐다. 같은 해 9월에는 오스트레일리아 시드니에서 열린 2000년 하계 올림픽에 대표팀 주장으로 참가했고 네덜란드팀은 이 대회에서 금메달을 획득하면서 올림픽 2회 연속 우승을 달성했다. 그는 7경기에 출전하여 7골을 넣었는데 특히 대한민국과의 결승전에서 3골을 넣으며 해트트릭을 달성하였다. 이러한 활약으로 1998년에 이어 국제 하키 연맹 올해의 선수로 선정되었다.
2000년 시드니 올림픽 이후 국가대표에서 은퇴했으며 네덜란드 대표 선수로서 277경기 출전하여 113골을 기록했다.

## 개인사
배우자는 네덜란드 여자 필드하키 국가대표 선수로 활동한 쉬잔 판 데르 빌런으로 2004년에 태어난 아들인 루카스도 필드하키 선수로 활동하고 있다.